# 中華民国の首都

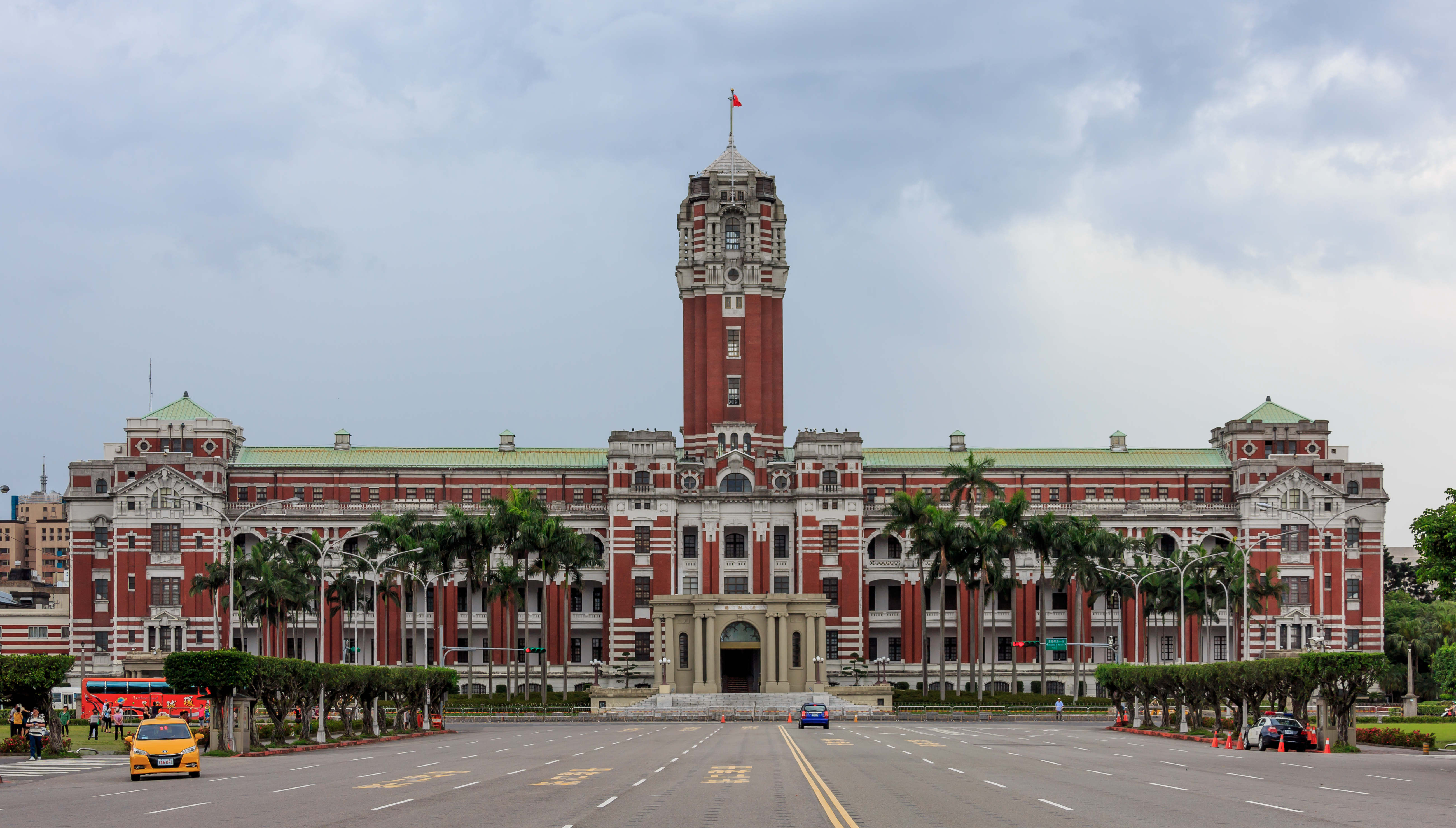
台北市にある総統府

中華民国の首都（ちゅうかみんこくのしゅと）は、1912年の建国以来、多くの都市に移されてきた。直近の首都移転は1949年12月7日の台北市への遷都である。それ以前の大陸統治時代は、北京または南京が大半の期間首都が置かれた。この他、国民政府時代に第一次上海事変が勃発した際には洛陽に「行都」が置かれた。日中戦争の際の臨時首都は重慶に置かれ、「陪都」であった。中華民国政府が台北に移って以降、台湾のその他の都市に遷都する議題が提出されている（zh:中華民國在臺遷都議題）。
中華民国の歴史を見渡すと、明確に首都の位置を定める法令は存在せず、政府の公文書においても常に首都が所在する都市が明確に記されている訳では無い。一般的には中央政府所在地が首都とみなされている。

## 経緯

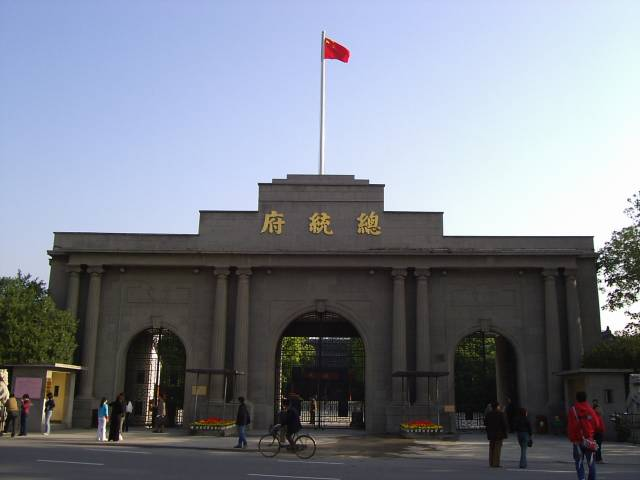
南京市に現存する旧総統府の正門
「総統府」の文字が掲げられている

中華民国の首都は、1931年6月1日から1947年12月24日までは法律で南京と明示されていたが、1947年12月25日の中華民国憲法施行以降は正式な首都がどこか法律等で明確にされていない。また、1949年12月7日以降は中華民国の中央政府機構が台北に置かれているが、中華民国政府は歴史的な経緯から台北市をあくまで臨時首都 、あるいは「（国共内戦に伴う）戦時首都」と見なしている。以下、中華民国における首都の変遷について述べる。
1912年1月1日の建国時に、孫文は中華民国臨時政府の首都を南京に置いたが、同年3月10日に袁世凱に臨時大総統職を譲ると、首都は北京へと移された。その一方で、北京政府に対抗する国民政府が1925年に広州で樹立されると、北伐（1926年 - 1928年）中の1927年4月に中央政府を南京へ移転した。1928年6月3日に北京政府が崩壊して北伐が完了すると、国民政府は6月15日に北京の名称を北平（ほくへい、ベイピン：Běipíng）へ改称し、北京が首都でないことを明確にした。
その後、蔣介石政権は1931年5月12日に憲法制定までの基本法として中華民国訓政時期約法を制定（6月1日施行）するが、同法第五条で「中華民國國都定於南京」（中華民国の国都は南京に定める）と明記し、初めて中華民国の首都を法的に確定させた。
日中戦争時、蔣介石政権は戦局の悪化を受けて1937年11月19日に中央政府の重慶移転を決定し、南京戦で南京が陥落する直前の12月11日に正式な「戦時首都」となった。この過程で、一時的に武漢に中央政府が置かれている。戦時中、日本軍は蔣介石政権に代わる「中華民国政府」として1940年に汪兆銘政権を樹立し、首都を南京に置く一方、北京（日本軍による占領時期は元の名に戻されていた）にも華北政務委員会を設置した。両者は1945年の日本の降伏直後に瓦解し、国民政府は戦後処理が一段落ついた1946年5月5日に首都機能を南京へと正式に戻した。
終戦後、国民政府は戦時中に中断していた「中華民国憲法」の制定準備に取り掛かったが、その際に国都（首都）を南京とするか北平とするかで激烈な討論が巻き起こった。1946年11月15日から南京の国民大会堂（現・南京人民大会堂）で制憲国民大会が開催され、憲法の草案として1936年に国民政府が作成・発表した五五憲草が用いられた。草案では第七条で首都を南京としていたが、国民大会での議論を経て一度は北平に改められた。
しかし、国民大会主席団の代表であった蔣介石が、国都は必ずしも憲法で定める必要はないと説明し、一度は国民大会を通過した第七条「中華民國，國都定於北平」（中華民国の国都は北平に定める）を条文ごと削除してしまった。そのため、中華民国憲法は首都に関する規定がないまま1946年12月25日に制憲国民大会で承認され、1947年12月25日に施行された。憲法の施行と同時に中華民国訓政時期約法も廃止されたため、これ以降中華民国は首都がどこかを規定する法律が存在しない状態になった。

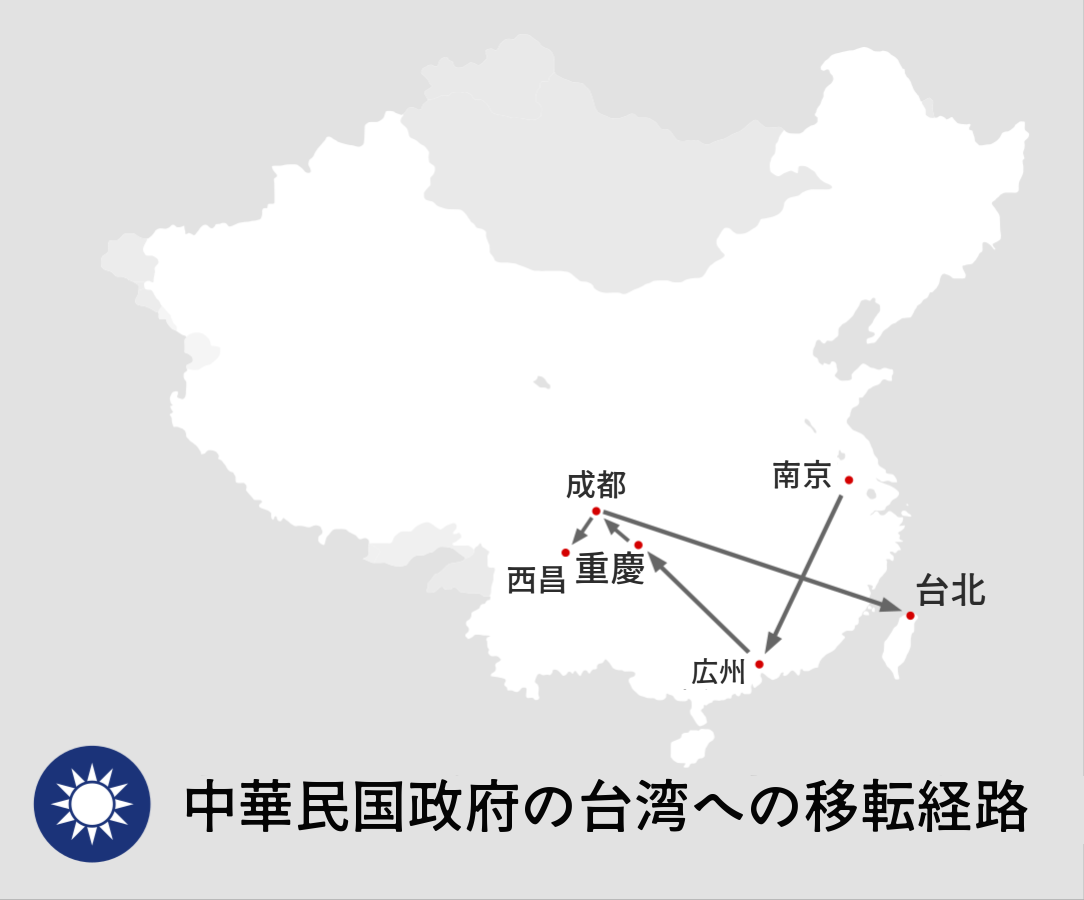
国共内戦時における中央政府の流転経路図。なお、西昌市に移ったのは西南軍政長官公署と国防部の一部機関。

もっとも、国民政府は首都の所在地という名目的な問題を気にしている状況ではなかった。1946年頃から激しさを増していた内戦において、国民革命軍（中国国民党）がソ連の全面的な支援を得た中国人民解放軍（中国共産党）に次第に勝てなくなっていったからである。中華民国憲法は予定通り1947年12月25日に施行された。しかし1949年1月には戦局が決定的に劣勢となり、同年1月16日に中華民国政府（1948年5月20日に国民政府から改組）は中央政府の所在地を南京から広州へ移転することを余儀なくされた。この時点でもはや中華民国政府に共産党の勢いを止める力はなく、1月31日には北平、4月23日には南京を人民解放軍に奪取され、同年10月14日には広州も陥落した。中央政府機構は陥落前日に所在地の広州を辛くも脱出できたが、人民解放軍に追われるままに重慶（同年10月13日）、成都（11月29日）と中央政府の所在地を次々と移転し、ついには1949年12月7日に大陸を脱出して台北へと移転することとなった。
台北移転当初、中華民国政府は「全中国を代表する国家」という立場から台北遷都を一時的なものとし、「大陸反攻」（武力による大陸部の奪還）後に再び中央政府所在地を南京に戻すつもりであった。この理由により「公式な」首都は南京のままとされ、台北は事実上の「臨時首都」という扱いとなった。しかし第二次世界大戦後の冷戦体制が確立されると、両岸関係の劇的な変化を回避することを望む国際環境下で「大陸反攻」が絶望的になり、1971年に中国代表権問題に関わるアルバニア決議により国際連合における代表権を喪失した後は、中華人民共和国を「全中国を代表する国家」として政府承認する方針が国際的な主流となり、中華民国は外交上孤立していくこととなった。中華民国政府はこの状況下でも「全中国を代表する国家」という立場を今日まで固持し続けており、そのために事実上の首都である台北の扱いも「臨時首都」および「中央政府所在地」のままとなっている。
上記の政府見解を反映し、中華民国の小中学生向けの国定教科書でも南京を首都とした記載が続けられてきたが、台湾独自路線を追求する民意の高まりとその結果の民主進歩党（民進党）政権の誕生の結果の一つとして2003年版教科書『認識台湾』からは台北を首都とする記述が登場し、教科書における状況変化が見られる。しかし「首都・台北」と表記した場合、「一つの中国」に基く中国統一を望む中華人民共和国が「台湾独立政策の体現」と認識して軋轢を生じさせる可能性を考慮して、教科書では「中華民国の中央政府は台北にある」という間接的な表現をしている。
2016年現在、中華民国教育部が編纂・公開する『重編國語辭典』では、首都と同義語の「國都（国都）」の項目において、南京を「国都」、台北を「中央政府所在地」と解説している。その一方、2016年5月に退任した馬英九元総統は同年8月に母校の国立台湾大学で行った講演の中で、「（中華民国の首都は）ここ、台北だ」と発言している。馬は「中華民国の首都」について質問したソウル大学の学生に対し、「（国民政府が中国大陸から台湾に移転した）1949年より前の首都は南京だが、今は台北だ」と説明した上で、「首都とは中央政府の所在地であり、その中央政府は現在台北にある」と発言したという。
また、2022年に外交部が発行した「Taiwan at a Glance(ひと目でわかる台湾)」によれば、首都は台北市となっている。

## 歴代首都一覧
以下は中華民国の中央政府の本拠地として機能した都市・町の一覧。
| 城市                             | 年代                                            |
| -------------------------------- | ----------------------------------------------- |
| 武昌鎮（現・湖北省武漢市武昌区） | 1911年10月10日－1912年1月1日（中華民国軍政府）  |
| 南京府                           | 1912年1月1日－1912年3月10日（中華民国臨時政府） |
| 京都                             | 1912年3月10日－1928年6月8日（北京政府）         |
| 肇慶                             | 1916年5月8日－1916年7月14日（軍務院）           |
| 広州市                           | 1917年9月1日－1920年10月24日（広東軍政府）      |
| 広州市                           | 1920年11月28日－1921年4月2日（広東軍政府）      |
| 広州市                           | 1921年4月2日－1922年6月16日（中華民国正式政府） |
| 延平（現・福建省南平市延平区）   | 1922年10月2日－1922年11月2日（建国軍政制置府）  |
| 広州市                           | 1923年3月2日－1925年7月1日（広東大元帥府）      |
| 広州市                           | 1925年7月1日－1926年12月5日（国民政府）         |
| 武漢市                           | 1927年2月21日－1927年8月19日（国民政府）        |
| 南京市                           | 1927年4月18日－1937年11月17日（国民政府）       |
| 北平市（現・北京市）             | 1930年9月9日－1930年9月23日（国民政府）         |
| 太原市                           | 1930年9月23日－1930年11月4日（国民政府）        |
| 広州市                           | 1931年5月28日－1932年1月1日（国民政府）         |
| 洛陽市                           | 1932年1月29日－1932年12月1日（国民政府）        |
| 漢口市（現・湖北省武漢市江漢区） | 1937年11月17日－1938年10月25日（国民政府）      |
| 重慶市                           | 1937年11月21日－1946年5月5日（国民政府）        |
| 南京市                           | 1946年5月5日－1948年5月20日（国民政府）         |
| 南京市                           | 1948年5月20日－1949年4月23日（中華民国政府）    |
| 広州市                           | 1949年1月16日－1949年10月13日（中華民国政府）   |
| 重慶市                           | 1949年10月13日－1949年11月29日（中華民国政府）  |
| 成都市                           | 1949年11月29日－1949年12月7日（中華民国政府）   |
| 台北市                           | 1949年12月7日-（中華民国政府）                  |